# Pterachaenia
Pterachaenia is een geslacht uit de composietenfamilie (Asteraceae). Het geslacht telt slechts een soort, die voorkomt in Afghanistan en Pakistan.

## Soorten
- Pterachaenia stewartii (Hook.f.) R.R.Stewart